# Emmanuele de Gregorio
Emmanuele de Gregorio (18 de dezembro de 1758 - 7 de novembro de 1839) foi um cardeal italiano da Igreja Católica Romana, criado pelo Papa Pio VII em 1816 e depois um dos homens mais poderosos da Igreja.

## Biografia
Quarto dos sete filhos de Leopoldo de Gregorio, marquês de Squillace e príncipe de S. Elia, ministro e secretário de Estado das Duas Sicílias, e sua segunda esposa, María Josefa Verdugo y Quijada, de uma família distinta de Barcelona. Emmanuele nasceu no mar enquanto sua mãe viajava para a Espanha; o nascimento foi registrado em Nápoles. Seu primeiro nome também é listado como Emanuele. Meio-irmão por parte de pai do cardeal Giovanni de Gregorio (1785).
Estudou no Collegio Clementino, Roma, de 1765 a 1776. Em 1774, foi escolhido para pronunciar, na capela papal, na presença do Papa Clemente XIV, a oração latina para a festa da Santíssima Trindade (De sacrosancta et individua Trinitate Oratio).
Camareiro particular supranumerário do Papa Pio VI, março de 1781. Prelado doméstico de Sua Santidade. Abbreviatore del Parco maggiore. Relator do Tribunal da Assinatura Apostólica da Graça, setembro de 1783. Vigário do Cardeal Carlo Rezzonico, arcipreste da basílica patriarcal de Latrão, abril de 1785. Prelado da Sagrada Congregação do Concílio, julho de 1785. Tenente civil do tribunal do Vicariato de Roma, agosto de 1786. Encarcerado com o Papa Pio VI em 1798, durante a República Romana; Mons. Emmanuele foi liberto mediante o pagamento de uma fiança de 4.000 scudi. O general francês Dallemagne e o governo republicano planejaram criá-lo antipapa em oposição a Pio VI. Ele fugiu para Siena para assegurar ao papa sua lealdade e informá-lo do que estava sendo planejado contra ele.
Pró-vigário de Roma e delegado apostólico durante a ausência do cardeal Giulio Maria della Somaglia, que foi vigário de Roma de 1795 a 1818. Pró-núncio perante Luís de Bourbon, rei da Etrúria. Secretário da Sagrada Congregação do Concílio Tridentino, 1808. Durante a ocupação francesa de Roma e o exílio do cardeal Michele di Pietro, foi delegado apostólico do papa em Roma. Forçado a ir para Paris, preso em 2 de janeiro de 1811 e mantido em cativeiro até 1814. Libertado em 1º de abril de 1814, permaneceu na França tentando recuperar os tesouros do Vaticano roubados pelo exército francês.
Criado cardeal-presbítero no consistório de 8 de março de 1816; recebeu o chapéu vermelho, 11 de março de 1816; e o título de S. Alessio, 29 de abril de 1816. Prefeito da Sagrada Congregação da Imunidade Eclesiástica, 29 de novembro de 1818 até 6 de maio de 1820. Prefeito da Sagrada Congregação do Concílio Tridentino, 6 de maio de 1820. Participou do conclave de 1823, que elegeu o Papa Leão XII. Participou do conclave de 1829, onde era um dos principais papabili, mas tinha muitos oponentes para ser eleito, resultando no Papa Pio VIII.
Promovido a ordem dos cardeais-bispos e a sé suburbicária de Frascati, em 18 de maio de 1829, mantendo in commendam o título de S. Alessio. Consagrado em 31 de maio de 1829, em Roma, pelo cardeal Giulio Maria della Somaglia, assistido por Lorenzo Girolamo Mattei, patriarca titular de Antioquia, e por Antonio Luigi Piatti, arcebispo titular de Trapezus. Grande penitenciário, de 31 de maio de 1829 até sua morte. Arquimandrita de Messina, Sicília. Também foi um dos principais papabili do conclave de 1830-1831, que elegeu o Papa Gregório XVI. Secretário dos Breves Apostólicos, em 11 de dezembro de 1834. Passou para a sé suburbicária de Porto e Santa Rufina e Civitavecchia, em 2 de outubro de 1837. Subdecano do Sagrado Colégio dos Cardeais. Camerlengo do Sagrado Colégio Cardinalício, de 12 de fevereiro de 1838 a 18 de fevereiro de 1839.
Cardeal De Gregorio morreu em Roma em 1839. Exposto na igreja de S. Andrea delle Fratte, Roma, onde o funeral ocorreu, e sepultado na igreja de S. Giuseppe a Capo le Case, das freiras de Santa Teresa.